# Formacje mentalne
Formacje mentalne (devanāgarī: pali सङ्खार saṅkhāra, sanskryt संस्कार saṁskāra) – w filozofii buddyjskiej, to jedno z pięciu skupisk (pali khandha, sanskryt skandha), czyli kategorii zjawisk budujących każdą żywą istotę. Skupisko formacji mentalnych obejmuje tu też dwa inne skupiska: uczucia i percepcję, wydzielone z nich dla podkreślenia ich wagi.
Formacje mentalne dzieli się na pięćdziesiąt dwa rodzaje. Oprócz wymienionych dwóch (uczuć i percepcji) wyróżnia się:
- jedenaście ogólnych (powszechnych) elementów psychologicznych,
- dwadzieścia pięć wzniosłych (pali sobhana) cech,
- czternaście karmicznie szkodliwych cech (pali akusala).

## Jedenaście powszechnych formacji mentalnych (paliaññasamāna)
- Pięć zawsze obecnych w każdej świadomości (pali sabbacitta):

(1) Wrażenia świadomości (phassa)
(2) Wola (cetanā)
(3)(Mentalna) witalność (jīvita)
(4) Skupienie medytacyjne (samādhi)
(5) Uwaga (manasikāra)
- Sześć szczegółowych (pali pakinnakā) nie w każdej świadomości:

(6) Koncepcja myślowa (vitakka)
(7) Dyskursywne myślenie (vicāra)
(8) Determinacja (adhimokkha)
(9) Wysiłek (viriya)
(10) Entuzjazm (pīti)
(11) Zamiar (chanda)

## Dwadzieścia pięć wzniosłych, czystych (palisobhana) formacji mentalnych
- Główne występujących w każdej wzniosłej świadomości:

(12) Wiara/zaufanie (saddhā)
(13) Uważność (sati)
(14) Wstyd moralny (hiri)
(15) Strach moralny (ottappa)
(16) Szczodrość (alobha)
(17) Brak nienawiści (adosa)
(18) Równowaga (tatra-majjhattatā)
(19) Uspokojenie czynników mentalnych (kāya-passaddhi)
(20) Uspokojenie świadomości (citta-passaddhi)
(21) Zwinność lub lekkość czynników mentalnych (kāya-lahutā)
(22) Zwinność lub lekkość świadomości (citta-lahutā)
(23) Elastyczność czynników mentalnych (kāya-mudutā)
(24) Elastyczność świadomości (citta-mudutā)
(25) Zdolność do przystosowania czynników mentalnych (kāya-kammaññatā)
(26) Zdolność do przystosowania świadomości (citta-kammaññatā)
(27) Sprawność czynników mentalnych (kāya-pāguññatā)
(28) Sprawność świadomości (citta-pāguññatā)
(29) Prawość czynników mentalnych (kāya’ujukatā)
(30) Prawość świadomości (citta’ujukatā)
- Sześć drugorzędnych to:
  - Trzy powstrzymania (viratiyo):

(31) Właściwe działanie ciała (sammākammanto)
(32) Właściwa mowa (sammāvācā)
(33) Właściwe zarobkowanie (samma-ājīvo)
- - Dwa nieograniczone stany (appamaññā):

(34) Współczucie (karunā)
(35) Życzliwa radość (muditā)
- - Zdolność mądrości (paññindriya), czyli (36) brak złudzeń (amoha) = mądrość (paññā)

## Czternaście szkodliwych formacji mentalnych (paliakusala)
- Cztery główne występujące w każdej szkodliwej świadomości:

(37) Złudzenie (moha)
(38) Brak moralnego wstydu (ahirika)
(39) Brak moralnego strachu (anottappa)
(40) Podniecenie (uddhacca)
- Dziesięć drugorzędnych (nie w każdej szkodliwej świadomości):

- - Cztery zakorzenione w nienawiści:

(41) Nienawiść (dosa)
(42) Zazdrość (issā)
(43) Skąpstwo (macchariya)
(44) Zmartwienie (kukkucca)
- - Pozostałe:

(45) Chciwość (lobha)
(46) (Niewłaściwy) pogląd, wgląd (ditthi)
(47) Duma, pycha (māna)
(48) Lenistwo (thīna)
(49) Ociężałość (middha)
(50) Sceptycyzm (vicikicchā)